# دانيال غوميز (لاعب كرة قدم)
دانيال غوميز (بالإنجليزية: Daniel Gomes)‏ هو لاعب كرة قدم هندي، ولد في 7 سبتمبر 1997.